# Стрельба в торговом центре Омахи
Стрельба в торговом центре в городе Омаха, штат Небраска, США — инцидент в торговом центре Вон Маур (англ. Von Maur), входящей в сеть Уестроудс-Молл (англ. Westroads Mall), произошедший 5 декабря 2007 года. В результате инцидента погибло 8 посетителей торгового центра и 5 ранено.

## Ход событий
В 13:43 19-летний местный житель Роберт Хокинс вышел из лифта на третьем этаже здания и открыл огонь из АК с оптическим прицелом. Также при нём был пистолет Glock 19, которым Роберт не воспользовался. За шесть минут Хокинс произвел 47 беспорядочных выстрелов, после чего, в 13:49, застрелился. Причинами, подтолкнувшими Хокинса на стрельбу, явились проблемы во взаимоотношениях с родителями. Также после вскрытия в его организме было обнаружено 200 мг Диазепама. Жертвами стрельбы стали 8 человек и 5 получили ранение различной степени тяжести.

## Погибшие
1. Гарри Стафард — 48 лет (покупатель)
2. Джон Макдональд — 65 лет (покупатель)
3. Анги Шустер — 36 лет (менеджер отдела)
4. Мегги Вебб — 24 года (менеджер магазина)
5. Джоннет Джогинсан — 66 лет (работник)
6. Диан Трент — 53 года (работник)
7. Гарри Джой — 56 лет (работник)
8. Беверли Флунн — 47 лет (работник)
9. Роберт Хокинс — 19 лет (Нападавший, покончил с собой)

## Стрелок
Роберт Хокинс (17 мая 1988 — 5 декабря 2007)